# Droit au respect de la vie privée des célébrités
 (décembre 2020).
Le contenu est difficilement compréhensible vu les erreurs de traduction, qui sont peut-être dues à l'utilisation d'un logiciel de traduction automatique.
Le droit au respect de la vie privée des célébrités fait référence au droit des célébrités et des personnalités publiques, principalement des artistes de spectacle, des athlètes ou des politiciens, à ne pas voir divulguer publiquement contre leur gré des informations personnelles. Cela peut souvent concerner spécifiquement des informations personnelles telles que des adresses, des relations familiales, des relations amoureuses parmi d’autres données pouvant être utilisées pour identifier la personne. Contrairement au droit à la vie privée du grand public, le droit à la vie privée des célébrités est parfois contesté par la presse ou des admirateurs. On sait que les paparazzi "traquent" et "poursuivent" des célébrités et exploitent leurs données personnelles à des fins commerciales, tandis que les fans sont connus pour s'infiltrer dans les maisons de célébrités pour les "traquer", les "enlever" ou même les "assassiner".
Pour protéger la vie privée des célébrités, certains gouvernements nationaux et d’États ont mis en place des lois sur la protection de la vie privée, en particulier pour protéger les célébrités. L’impact juridique de ces lois sur la protection de la vie privée des célébrités n’a pas encore été déterminé, car la limitation de l’intrusion dans la vie privée des célébrités va souvent à l’encontre du principe juridique de la "presse libre" dans de nombreux pays,.

## Débats
Les spécialistes ont débattu du degré de protection de la vie privée que les célébrités et leurs amis ou leur famille pouvaient ou devraient attendre. Les arguments couramment avancés se concentrent sur des sujets tels que l’idée de la confidentialité de la célébrité en tant que publicité contrôlée, l’intrusion de paparazzi ou de fans, et les types de confidentialité qui devraient être garantis et attendus par les enfants de célébrités.

### Vie privée des célébrités comme la publicité contrôlée
Afin de garder une grande visibilité auprès du public et de montrer des images professionnelles positives, les célébrités et leurs équipes gèrent ou contrôlent intentionnellement la manière dont leur vie privée est présentée au public. Selon l'avocat Jamie Nordhaus, «les frontières de la vie privée et de la publicité pour les célébrités peuvent devenir floues, car elles sont toujours plus observées par les fans, les paparazzi et autres harceleurs potentiels». Il a été suggéré que les célébrités «restent conscientes du maintien un personnage public quand ils sont dans l'œil du public par opposition à un personnel en privé [et] négocient avec la presse pour libérer des photos de la vie privée mises en scène.» Jens Hoffman a fait valoir que «les célébrités qui tentent de sacrifier leur vie privée à la publicité peuvent se traduire par une perte de protection légale, car des célébrités affirment qu'une atteinte à la vie privée par la presse pourrait être perçue comme une utilisation des médias pour obtenir ou conserver une renommée». Ce dernier argument a été utilisé dans une décision de justice sur une sexe tape volée mettant en vedette l'actrice américaine Pamela Anderson Lee et son petit ami de l'époque, Bret Michaels. Lee avait intenté des poursuites contre Internet Entertainment Group et Paramount pour avoir diffusé un reportage en 1998 contenant des extraits de la cassette. Toutefois, le tribunal l'a considérée comme une personne qui avait volontairement sacrifié sa vie privée pour se faire connaître. Le spécialiste Seong Hong a déclaré que, sur la base de la décision de la cour, le droit de Lee à la vie privée n’était pas protégé en raison de son identité de célébrité.

### Intrusion par le paparazzi et les fans

#### Paparazzi
Le terme «paparazzi» est utilisé pour définir les photographes indépendants qui prennent des photos volées de célébrités et les vendent à la presse à des fins financières. Parmi les techniques utilisées par les paparazzi, citons le harcèlement de célébrités et de leurs enfants, la prise de photos avec ou sans leur consentement et la poursuite des voitures de ces célébrités, Certains voient dans ces techniques des turbulences dans la vie des célébrités et de leurs compagnons et que certaines techniques agressives peuvent entraîner la blessure ou la mort de la célébrité. La mort de Diana, princesse de Galles, a été citée comme exemple des risques inhérents aux techniques paparazzi. De plus, la chercheuse Elizabeth Hindman affirme que la vente de contenu exagéré sans contexte pour faire sensationnaliser des moments particuliers a diminué la crédibilité de l'industrie de l'information,.
Selon les recherches de Ray Murray, certains paparazzis «traceront une ligne éthique» en se conformant à des règles spécifiques et lors d’une série d’interviews de paparazzi, la plupart des participants ont affirmé qu’ils ne violeraient pas la loi et certains ont affirmé qu’ils ne prendraient des photos d'enfants de célébrités sans consentement. Le professeur de journalisme Andrew Mendelson affirme que les paparazzis ont de la valeur en ce qu'ils révèlent un décalage possible entre l'image publique et la réalité des célébrités qui détiennent un grand pouvoir dans la société contemporaine, ce qui légitime l'invasion de la vie privée des célébrités en tant que forme de journalisme de surveillance. De plus, Anne Jerslev et Mette Mendelson ont noté que les paparazzi avaient été intégrés à la culture dominante et que leurs photographies étaient largement et rapidement distribuées par les consommateurs.

##### Fans
Le «modèle de double voie de divertissement» suggéré par la professeure Kineta Hung montre que les fans et les non-fans adoptent différentes façons de dialoguer avec leurs célébrités préférées. Pour les non-fans, ils prêtent généralement attention aux célébrités et aux nouvelles publiées pour sortir de l'ennui. En revanche, Hung théorise que les fans investissent beaucoup plus sur le plan émotionnel afin de créer un «lien» individuel avec les célébrités, ce qui leur procure plaisir et sentiment de satisfaction. Selon Hung, les fans peuvent généralement essayer de se rapprocher physiquement et mentalement de leurs idoles en assistant à des concerts, des films et des réunions de fans. Dans des circonstances extrêmes, les fans peuvent devenir obsédés par les célébrités et envahir leur vie privée en les traquant. L'érudit Jens Hoffman a fait valoir que cela résultait d'une fixation pathologique, car les fans qui le montrent peuvent croire qu'il existe un lien spécial entre leurs célébrités préférées et eux-mêmes, même si une telle relation n'existe pas dans la réalité. Une fois insatisfaite, cette fixation peut amener les fans à envahir la vie privée des célébrités par déception et ressentiment.
Dans la culture sud-coréenne, un fan qui s'intéresse trop à la vie privée des idoles de K-POP ou d'une autre personnalité publique est appelé un fan de sasaeng. Selon une étude par William Patrick et Samantha Xiang, les fans de sasaeng sont généralement des adolescentes âgées de 13 à 22 ans. Leur comportement habituel en matière de harcèlement criminel consiste notamment à installer des caméras cachées chez des idoles, à pourchasser à grande vitesse leur voiture et à voler des objets personnels de la chambre des idoles. Les fans de sasaeng sont considérés négativement en Corée du Sud en raison d'actes tels que l'empoisonnement des membres d'une idole K-POP détestée ou l'utilisation de fluides corporels pour écrire des lettres à l'objet de leur affection. 

### Enfants des célébrités
L’intérêt du public pour la vie privée des célébrités a poussé les paparazzi à saisir des détails particuliers et triviaux de la vie quotidienne des célébrités, y compris la vie de leurs enfants. Les photographies de paparazzi de ces enfants sont fréquemment publiées dans des magazines, parfois avec des amis ou en famille, et présentent souvent la célébrité, la renommée et les modes de vie des enfants comme des objets de grande qualité et luxueux. Ces images peuvent être autorisées ou non autorisées. Seong Hong affirme qu'en raison de la circulation de photos d'enfants de célébrités, les médias amènent le public à établir une pseudo relation avec les enfants de stars et à les imaginer comme « nos enfants ». Cette imagination du public, combinée à la présence potentiellement constante de paparazzi, a été considérée comme susceptible de menacer la vie privée des enfants de stars.

#### Effets bénéfiques et nuisibles
Selon Lidia Maropo et Ana Jorge, les enfants de célébrités apparaissent généralement dans les journaux et les magazines avec leurs familles: des moments comme des enfants de célébrités jouant au parc, pique-niquant avec la famille au complet ou tout simplement sortant avec leurs parents sont affichés sur les médias, ce qui reflète l'importance des enfants dans la famille et plaide pour une relation familiale plus harmonieuse. Dans le même temps, les photos des enfants de célébrités suggèrent également une expérience agréable et un sentiment de satisfaction d'être parent. La circulation des images d'enfants célébrités amène le public à se concentrer sur les relations familiales et à lui faire prendre conscience du bonheur apporté par les enfants et de la responsabilité des parents.
L’exposition d’enfants célèbres au public peut entraîner une atteinte à leur droit à la vie privée. Par exemple, le fils aîné de l'aviateur Charles A. Lindbergh, qui est devenu une célébrité nationale après avoir créé des records pour son vol des États-Unis en 1927, a été enlevé et assassiné en 1932. Après cette tragédie, Jon, le deuxième fils de Lindbergh, fut poursuivi en permanence par les voitures des paparazzi. Pour le protéger, Lindbergh a finalement décidé de ne pas former de recours en appel mais de quitter les États-Unis avec sa famille. De plus, certaines célébrités enverront des photos de leurs enfants aux médias afin d’empêcher les paparazzi de perturber leur vie privée : les célébrités américaines du cinéma américain David Arquette et Courteney Cox ont publié la photo de leur fille Coco à la presse, les empêchant ainsi d'être poursuivis par le paparazzi.

#### Protection légale concernant l'intimité des enfants

##### Nations unies
La Convention des Nations unies concernant les Droits de l'Enfant (CPUDE) a été autorisée en 1989, alors que les droits de l'homme commençaient à attirer davantage l'attention à l'échelle mondiale. Ce traité traite de la question la plus fondamentale entre les enfants et les médias, telle que la liberté d'expression, la non-discrimination et le respect. Article 16, en particulier, stipule que les enfants ont le droit de se protéger en cas d'ingérence illégale dans la vie privée ou d'atteinte à la réputation. Tous les pays des Nations unies, à l'exception des États-Unis et de la Somalie, ont approuvé et soupiré ce traité.

###### États-Unis
Seong Hong fait valoir qu'aux États-Unis, la loi des États-Unis protège rarement la vie privée des enfants de célébrités. La raison principale en est que la protection juridique des enfants de célébrités est trop étroite et pourrait être compensée par le Premier amendement, qui met l'accent sur la «presse libre» pour encourager les voix démocratiques. Cependant, avec l'introduction de la loi anti-paparazzi en Californie, certaines célébrités ont suggéré au gouvernement de l'État de se concentrer davantage sur les enfants de célébrités: l'actrice Halle Berry espérait que la loi pourrait empêcher les paparazzi de s'approcher des enfants de célébrités, ses enfants craignant d'aller à l'école voyages dus au harcèlement de paparazzi. En outre, le chercheur Joshua Azriel suggère d’interdire totalement les photos d’enfants de célébrités punies plus sévèrement.

###### Brésil
Au Brésil, le statut de l'enfant et de l'adolescent (CEA en portugais) traitait directement et indirectement de la relation entre les enfants et les médias. La CEA reconnaît les droits civils et humains fondamentaux des enfants, y compris la liberté d’expression et le droit à l’image, aux idées, à l’identité, etc. situation violente ou terrifiante. En outre, l'article 74-80 offre aux enfants une protection juridique contre les médias publics nuisibles, tels que les émissions télévisées violentes. 

###### Portugal
Au Portugal, la loi sur la protection des enfants et des jeunes en danger (LPCJP en portugais) protège les enfants des médias qui comportent des éléments à risque, tels que la violence ou l'inhumanité. En outre, la loi sur les jeunes délinquants interdit aux médias d’identifier les jeunes de 12 à 16 ans qui commettent des actes illégaux.

## Lois mondiales de l'intimité des célébrités

### États-Unis

#### Loi anti-paparazzi de la Californie
En octobre 1997, la princesse Diana est décédée des suites d'un accident de voiture en France soupçonné d'être causé par sept paparazzi. Bien que le juge ait précisé par la suite que l'accident avait été provoqué par le conducteur ivre plutôt que par des paparazzi, le gouvernement californien était conscient du danger que présentaient les paparazzis et avait donc rapidement adopté la première loi anti-paparazzi.
En 1998, la Californie a défini «l'invasion de la loi sur la vie privée», qui interdisait l'utilisation d'appareils numériques pour prendre des photos de célébrités à des occasions privées. Toutefois, ce statut est critiqué par les opposants qui estiment qu’il pourrait entraver la liberté de la presse de recueillir des informations. En outre, le langage utilisé a été jugé trop large et trop vague. Certains avocats des médias ont décrit la loi comme une «boîte de Pandore» qui posait de nombreux problèmes graves.
Le premier amendement de la loi sur «l'invasion de la vie privée» a été adopté en 2005, qui prévoyait que les profits tirés des photos prises lors de altercations entre des célébrités et des photographes seraient perdus. En 2009, une autre nouvelle loi AB 524 a déclaré que des amendes pouvant aller jusqu'à 50 000 dollars seraient imposées aux premiers éditeurs des photos prises d'une manière contraire à la loi sur la protection de la vie privée. Cette loi visait à empêcher les paparazzis de prendre des photos privées de célébrités pour des raisons lucratives. Les chercheuses Christina Locke et Kara Murrhee prétendent toutefois que la loi n’est pas efficace, car les premiers éditeurs de photos de célébrités peuvent généralement gagner plus d’un million de dollars. En outre, l'AB 524 semble contredire à nouveau la Cour suprême pour avoir interdit à la presse d'obtenir des informations en toute légalité.
Depuis que la Californie a constaté que les affrontements entre célébrités et paparazzi étaient encore d'actualité et même exacerbés, en janvier 2010, une autre loi anti-paparazzi, AB 2479, a été adoptée pour résoudre deux problèmes majeurs: la poursuite en voiture des paparazzi, qui conduit souvent à des accidents, et leurs comportements qui empêchent célébrités de se déplacer librement. AB 2479 a en outre prévu des sanctions financières et pénales pour les personnes qui conduisent de manière imprudente en raison de l’intention de gagner des photos ou d’enregistrer d’autres personnes à des fins commerciales. L’amende sera comprise entre $145 et $1000 et la peine d'emprisonnement sera comprise entre 5 et 90 jours. Si un enfant est à l'intérieur de la voiture pendant la conduite imprudente, l'amende sera de 5 000 dollars maximum et la peine d'emprisonnement d'une durée maximale d'un an. En outre, pour empêcher les paparazzi d’englober les célébrités et de les empêcher ainsi de se déplacer librement, la loi considère ce comportement comme un emprisonnement illégal permettant des dommages supplémentaires.

##### Débat
Les partisans de l'AB 2479 étaient la ville de Los Angeles, la Screen Actors Guild et la Paparazzi Reform Initiative. Ils ont fait valoir que la série de comportements agressifs des paparazzi, tels que garer leur voiture pour bloquer les voitures des célébrités ou encombrer les célébrités dans des espaces publics tels que les aéroports et les entrées d’installations publiques avait gravement perturbé la vie privée des célébrités. Au contraire, la California Newspaper Association (CNPA) s’est opposée au projet de loi, car il nuit à l’activité de la presse visant à recueillir des informations librement. En outre, la CNPA a fait valoir que les sanctions pour conduite imprudente ciblant les journalistes sont injustes. Selon Christina Locke et Kara Murrhee, même si, par rapport aux projets de loi précédents, l'AB 2479 a apporté des changements importants en ce qui concerne les priorités, le conflit entre la loi anti-paparazzi de la Californie et le Premier amendement de la Constitution existe toujours.

#### Loi anti-paparazzi contre le Premier Amendement
Keith Willis affirme que dans le système juridique américain, le conflit entre le droit à la vie privée et le droit à la liberté d'expression existe,. De nombreux projets de loi, tels que la loi anti-paparazzi de Californie, ont pour objectif de protéger la vie privée des célébrités, tandis que le Premier amendement de la Constitution garantit la liberté de la presse d’exprimer et de rassembler des informations,. Dans l’histoire, l’équilibre entre ces deux forces était incertain: parfois, les demandes de confidentialité des personnalités l'emportent sur les libertés de la presse et d'expression, tandis que d'autres fois, le Premier Amendement a la priorité sur les célébrités qui se disent perturbées par la presse ouverte.

### Royaume-Uni
Pour éviter que la presse perturbe la famille royale, le Royaume-Uni a adopté des lois interdisant les reportages dans la presse plus tôt que de nombreux autres pays. En outre, des institutions telles que la Convention européenne des droits de l'homme et la Commission du droit britannique ont présenté des propositions visant à protéger la vie privée des personnes. Après le décès de la princesse Diana en 1997, la Commission des plaintes concernant la presse, une organisation autoréglementée des médias britanniques, a proposé une série de règlements pour prévenir des accidents similaires. Les propositions comprennent l'interdiction des photos de paparazzi prises dans le cadre de la recherche continue, l'élargissement de la définition de la propriété privée, le renforcement de la protection des enfants célèbres et la prévention du harcèlement collectif dans les médias.

### France
Selon Jamie Nordhaus, bien que le gouvernement français ait mis en place des lois strictes pour empêcher les paparazzi d'envahir la vie privée des célébrités, ces lois présentent des contradictions entre elles et ne sont donc pas suffisamment efficaces pour protéger les célébrités et leurs enfants. Le gouvernement interdit aux paparazzi de publier toute photo non agréée par les sujets mais leur permettant de publier des photos prises dans des lieux publics. 

### Nouvelle-Zélande
Comme aux États-Unis, Seong Hung affirme que les célébrités et leurs enfants en Nouvelle-Zélande sont rarement protégés par les lois sur la protection de la vie privée. En 2004, M. Hosking, une célèbre personnalité de la télévision néo-zélandaise, a poursuivi le Pacific Magazine pour avoir pris et publié les photos de ses enfants, mais la Cour d'appel a statué contre M. Hosking en déclarant que les photographies n'envahissaient pas la vie privée parce qu’ils ont été emmenés dans des espaces publics.

## Autres lois concernant l'intimité des célébrités

### Droit de la publicité

#### États-Unis
Le droit de la publicité, également appelé droits de la personnalité, vise à contrôler et à protéger les utilisations commerciales non autorisées de l’identité des personnes, telles que le nom, les photos ou la ressemblance. Fondé sur le droit à la vie privée, le droit de publicité est relativement nouveau aux États-Unis - il a été reconnu pour la première fois dans l'affaire Haelan Laboratories c. Topps Chewing Gum de 1953, puis analysé par la Cour suprême dans l'affaire Zacchini c. Scripps-Howard de 1977 Cas de radiodiffusion. Le droit à la publicité est important car avec l'avènement d'une nouvelle ère médiatique où «tout le monde peut être célèbre sur Internet pendant 15 minutes», le droit de publicité devient de plus en plus pertinent et une protection vitale. Ce droit est étroitement lié à la vie privée des célébrités car il est généralement utilisé pour protéger les célébrités des paparazzi ou des personnes qui utilisent leurs noms et images à des fins commerciales. À l’heure actuelle, aucune loi fédérale américaine ne protège le droit de publicité des célébrités. Toutefois, des États comme la Californie ont établi des lois et des lois communes pour protéger leurs citoyens célébrités. Keith Willis fait valoir que les controverses relatives au droit de publicité ont souvent lieu sur des questions de promotion de produits de célébrités.

#### Canada
Selon Ellen Whitehorn, le gouvernement du Canada protège le droit de publicité, mais l’étendue de son champ d’application demeure incertaine. Les tribunaux protègent les individus qui gagnent de l’auto-marketing, notamment du nom, des images et de la personnalité, lorsqu’il est violé. Comme dans le cas des États-Unis, les lois sur le droit de publicité se concentrent principalement sur différentes provinces: par exemple, l’Ontario dispose de lois communes spécifiques qui empêchent la violation commerciale des droits de la personnalité. Cependant, si le droit de publicité aux États-Unis découle du droit à la vie privée, le droit de la personnalité au Canada découle du droit de la concurrence déloyale.

#### Royaume-Uni
Ellen Whitehorn affirme que le Royaume-Uni ne dispose actuellement d'aucun statut juridique spécifique pour protéger le droit de publicité, car, au cours de son histoire, le Royaume-Uni a eu tendance à offrir davantage de protection pour la liberté d'expression et donc à se focaliser moins sur la célébrité et ses droits en matière de publicité. Cependant, le gouvernement britannique continue de protéger le droit de publicité par le biais d'autres délits, tels que certaines allégations de la loi britannique sur les droits de l'homme, la violation du droit d'auteur ou l'utilisation abusive d'informations confidentielles.

### Droit d'auteur
Le droit d'auteur est également étroitement lié à la vie privée des célébrités. Aux États-Unis, le Congrès adopte une loi sur le droit d'auteur fondée sur l'article 1 (8) 8 de la Constitution, qui laisse entendre que les auteurs ont le droit exclusif sur leur œuvre pendant une période limitée. L'œuvre originale protégée par les lois sur le droit d'auteur comprend l'œuvre littéraire, l'œuvre artistique, l'œuvre musicale, l'œuvre dramatique, etc. Étant donné que les producteurs de l'œuvre originale sont des artistes, des musiciens ou des auteurs généralement connus, ils sont susceptibles d'être impliqués dans des poursuites en matière de droit d'auteur, ce qui pourrait affecter leurs droits à la vie privée. En outre, le spécialiste O'Neill Eaton suggère que la presse se bat parfois pour le droit d'auteur des photos de paparazzi afin de tirer le meilleur parti des bénéfices tirés d'images exclusives de célébrités. En 2006, le célèbre blogueur américain Perez Hilton a été poursuivi en justice par l'agence paparazzi X17 parce qu'il avait publié des photos prises par X17 sur son propre site Web sans autorisation. Perez a nié avoir violé les lois sur le droit d'auteur, affirmant que son travail tombait dans une utilisation équitable, car il utilisait ce matériau pour l’humour et la satire. La décision finale du tribunal fut que l’utilisation par Perez des photos de paparazzi constituait une violation des lois sur le droit d’auteur, car Perez réalisait des profits énormes en publiant les photos de paparazzi.